# Grupo
Grupo（グルーポ）とは、日本のローカナビ社が提供する無料ウェブホスティングサービスである。

## 特徴
Grupoは、ウェブ上でウェブページ作成のためのすべての操作が行えるようデザインされている。ブログ、アルバム、掲示板、カレンダー、メールフォーム、ショッピングカート、リザベーションマネージャーなどの多種の機能を設置できる
サーバーやHTMLの専門知識がないユーザーでもホームページが容易に作成可能である

## 沿革
- 2010年7月 - サービス開始。

## サービス
無料で使用できるFree、有料のPremium、BusinessPro、BusinessPro+の4つプランがある。
Freeでは1GBまでのウェブスペースが1ユーザーにつき貸与される。
有料版では広告を消去でき、プランに応じて5GB以上のウェブスペースを使用可能となる。